# Parole donnée
Pour plus de détails, voir Fiche technique et Distribution.
Parole donnée (Es gilt das gesprochene Wort) est un film dramatique franco-allemand réalisé par İlker Çatak et sorti en 2019.

## Synopsis
Lorsque la pilote Marion fait la connaissance de Baran, un prostitué kurde, en Turquie, ils se sentent attirés l'un vers l'autre. Comme Baran veut échapper à sa condition misérable, il persuade Marion de l'emmener en Allemagne. Marion, qui se trouve au milieu d'une crise de vie et de sens et qui doit digérer un diagnostic de cancer, lui permet d'envisager un avenir en Europe grâce à un mariage blanc. Mais le marché qu'ils concluent ne tient pas longtemps.

## Fiche technique
- Titre français : Parole donnée[1]
- Titre original allemand : Es gilt das gesprochene Wort[2]
- Réalisation : İlker Çatak
- Scénario : Nils Mohl (de), İlker Çatak
- Photographie : Florian Mag
- Montage : Jan Ruschke (de), Sascha Gerlach
- Musique : Marvin Miller (de)
- Production : Ingo Fliess (de)
- Société de production : if... Productions (Munich) ; Loin derrière l'Oural (Paris) ; Zweites Deutsches Fernsehen (ZDF) (Mayence) ; Arte Deutschland TV GmbH (Baden-Baden)
- Pays de production :  Allemagne -  France
- Langue originale : allemand
- Format : couleurs - 2,35:1
- Genre : drame
- Durée : 122 minutes
- Dates de sortie :
  - Allemagne : 2 juillet 2019 (Festival du film de Munich) ; 1er août 2019 (sortie nationale)
  - France : 5 octobre 2021

## Distribution
- Anne Ratte-Polle (de) : Marion Bach
- Oğulcan Arman Uslu : Baran
- Godehard Giese : Raphael
- Sebastian Urzendowsky : Johann
- Johanna Polley : Leonie
- Jörg Schüttauf : Mark
- Sandra Bourdonnec : Colette
- Lina Wendel : Dr. Evi Stade
- Ali Seckiner Alici : Idris

## Production
Le film a reçu une aide à la production de 300 000 euros de la part du Délégué du gouvernement fédéral à la culture et aux médias, de 180 000 euros de la part du FilmFernsehFonds Bayern ainsi qu'une aide au développement de projet de 35 000 euros et de 500 000 euros de la part de la Filmförderung Hamburg Schleswig-Holstein ainsi qu'une aide à la distribution de 50 000 euros. En outre, la Commission franco-allemande pour la promotion du cinéma a accordé une aide au projet de 220.000 euros.
Le tournage a eu lieu entre le 18 septembre et le 11 novembre 2018 à Hambourg et en Turquie. 